# Masita
Masita est une société spécialisée dans les équipements sportifs. L'entreprise est fondée en 1933 à Sittard par la famille Maas.

## Partenariats
La société Masita est l'équipementier officiel de plusieurs équipes sportives, dans différentes disciplines.

### Football
- Hallescher FC, un club de Regionalliga Nord, le quatrième niveau du football allemand
- Alemannia Aachen, un club de Regionalliga Ouest
- Cercle Bruges KSV, un club de première division belge
- KAA Gent, un club de première division belge
- FC Baia Zugdidi, un club de première division géorgienne
- Torpedo Koutaïssi, un club de première division géorgienne
- OFI Crète, un club de deuxième division grecque
- Finn Harps Football Club, un club de deuxième division irlandaise
- FK Spartaks Jurmala, un club de première division lettone
- FK Rīgas Futbola skola, un club de deuxième division lettone
- Excelsior Rotterdam, un club de première division néerlandaise
- FC Groningen, un club de première division néerlandaise
- VVV Venlo, un club de première division néerlandaise
- Almere City FC, un club de deuxième division néerlandaise
- Cambuur Leeuwarden, un club de deuxième division néerlandaise
- MVV Maastricht, un club de deuxième division néerlandaise
- Fortuna Sittard, un club de deuxième division néerlandaise
- FC Oss, un club de troisième division néerlandaise
- FC Ceahlăul Piatra Neamț, un club de première division roumaine
- Concordia Chiajna, un club de première division roumaine
- CSKA Moscou, un club de première division russe
- Trelleborgs FF, un club de deuxième division suédoise
- Stattena IF, un club de huitième division suédoise
- Zawisza Bydgoszcz, un club de première division polonaise
- Podbeskidzie Bielsko-Biala, un club de première division polonaise
- Tuvalu, la sélection nationale de football.
- Syli National de Guinée, la sélection nationale de football de la République de Guinée.

### Handball
- OCI Limburg Lions Geleen, un club de première division néerlandaise
- Slagelse FH, un club de première division féminine danoise
- KPR Jelenia Góra, , un club de première division féminine polonaise

### Volley-ball
- Beauvais Oise UC, un club de première division française
- Asnières Volley 92, un club de deuxième division française
- Saint-Brieuc Côtes-d'Armor Volley-Ball, un club de deuxième division française

### Omnisports
- Real Club de Polo
- Tennis Borussia Berlin